# راجيش روشان
راجيش روشان (بالهندية: राजेश रोशन؛ بالإنجليزية: Rajesh Roshan) هو ملحن هندي، ولد في 24 مايو 1955 في مومباي في الهند.

## وصلات خارجية
- راجيش روشان على موقع IMDb (الإنجليزية)
- راجيش روشان على موقع ميوزك برينز (الإنجليزية)
- راجيش روشان على موقع ديسكوغز (الإنجليزية)
- راجيش روشان على موقع قاعدة بيانات الفيلم (الإنجليزية)